# Vîșcepanivka, Svitlovodsk
Vîșcepanivka (în ucraineană Вищепанівка) este un sat în comuna Velîka Andrusivka din raionul Svitlovodsk, regiunea Kirovohrad, Ucraina.

## Demografie
Componența lingvistică a localității Vîșcepanivka
     Ucraineană (60%)
     Belarusă (40%)
Conform recensământului din 2001, majoritatea populației localității Vîșcepanivka era vorbitoare de ucraineană (60%), existând în minoritate și vorbitori de belarusă (40%).